# U-17-Fußball-Europameisterschaft 2021
Die Endrunde der 38. U-17-Fußball-Europameisterschaft hätte vom 6. bis zum 22. Mai 2021 in Zypern stattfinden sollen. Das Land wurde auf einer Sitzung des UEFA-Exekutivkomitees am 23. September 2019 ausgewählt und war zuletzt Gastgeber der U18-Europameisterschaft 1998. Das Turnier hätte gleichzeitig als Qualifikation für die (ebenfalls abgesagte) U17-Weltmeisterschaft 2021 in Peru, für die sich die Halbfinalisten und der Sieger des Spiels um Platz 5 qualifiziert hätten, gedient. Titelverteidiger sind die Niederlande, der Titelträger der U17-EM 2019, da die für 2020 geplante Austragung in Estland aufgrund der COVID-19-Pandemie ebenso abgesagt worden war.
Am 18. Dezember 2020 gab die ausrichtende UEFA bekannt, den Wettbewerb „gemäß vorangegangener Beschlüsse und basierend auf einer kontinuierlichen Prüfung der Entwicklung der COVID-19-Pandemie sowie ihrer Auswirkungen auf UEFA-Wettbewerbe“ abzusagen.

## Vergabe
Laut Angaben der UEFA hatten insgesamt 17 Verbände Interesse an der Austragung eines der Juniorenturniere in den Jahren 2021 und 2022 angemeldet. Dies beinhaltete die Endrunden der U19- und U17-Europameisterschaft sowie zur U19- und U17-EM der Damen.
Auf seiner Sitzung am 23. September 2019 in Ljubljana vergab das UEFA-Exekutivkomitee die Endrunden der U-17-Europameisterschaft für 2021 an Zypern und für 2022 an Israel. Zypern war bereits Gastgeber der U16-EM 1992 und der U18-EM 1998.

## Qualifikation
Alle 55 Mitgliedsverbände der UEFA hatten für die Qualifikation gemeldet, Gastgeber Zypern wäre automatisch qualifiziert gewesen. Die übrigen 15 Plätze sollten über zwei Qualifikationsrunden im Herbst 2020 und Frühjahr 2021 ausgespielt werden. Aufgrund der COVID-19-Pandemie entschied sich die UEFA nach Rücksprache mit den Mitgliedsverbänden dazu, nur eine Qualifikationsrunde zu spielen, deren Durchführung für März 2021 vorgesehen war. Die zwei besten Mannschaften des Koeffizientenrankings dieser Altersklasse, die Niederlande und Spanien, erhielten ein Freilos für die Endrunde. Die verbleibenden 52 Mannschaften wurden in 13 Vierergruppen gelost, die als Miniturnier im März 2021 hätten ausgespielt werden sollen. Eines der Gruppenmitglieder hätte dabei als Gastgeber fungiert, die jeweiligen Gruppensieger hätten sich für das Finalturnier qualifiziert.
Die Auslosung ergab folgende Gruppenkonstellation:
| Gruppe 1                | Gruppe 2     | Gruppe 3    | Gruppe 4         | Gruppe 5  | Gruppe 6     | Gruppe 7   |
| ----------------------- | ------------ | ----------- | ---------------- | --------- | ------------ | ---------- |
| Bosnien und Herzegowina | Italien      | Irland 1    | Belgien          | Türkei 1  | Portugal 1   | Schweden   |
| Kroatien 1              | Slowenien    | Slowakei    | Ukraine 1        | Russland  | Tschechien   | Israel 1   |
| Bulgarien               | Rumänien 1   | Nordirland  | Georgien 1       | Färöer    | Montenegro   | Finnland 1 |
| Liechtenstein           | Albanien     | Estland     | Litauen          | Gibraltar | Kosovo       | Kasachstan |
| Gruppe 8                | Gruppe 9     | Gruppe 10   | Gruppe 11        | Gruppe 12 | Gruppe 13    |            |
| England                 | Österreich 1 | Ungarn      | Deutschland      | Serbien 1 | Frankreich   |            |
| Griechenland 1          | Norwegen     | Schweiz     | Polen            | Dänemark  | Schottland 1 |            |
| Aserbaidschan           | Island       | Belarus     | Nordmazedonien 1 | Lettland  | Wales        |            |
| San Marino              | Moldau       | Luxemburg 1 | Malta            | Armenien  | Andorra      |            |

## Teilnehmer
- Zypern (Gastgeber)
- Niederlande (Freilos, Titelverteidiger)
- Spanien (Freilos)